# 桜井町 (愛知県)

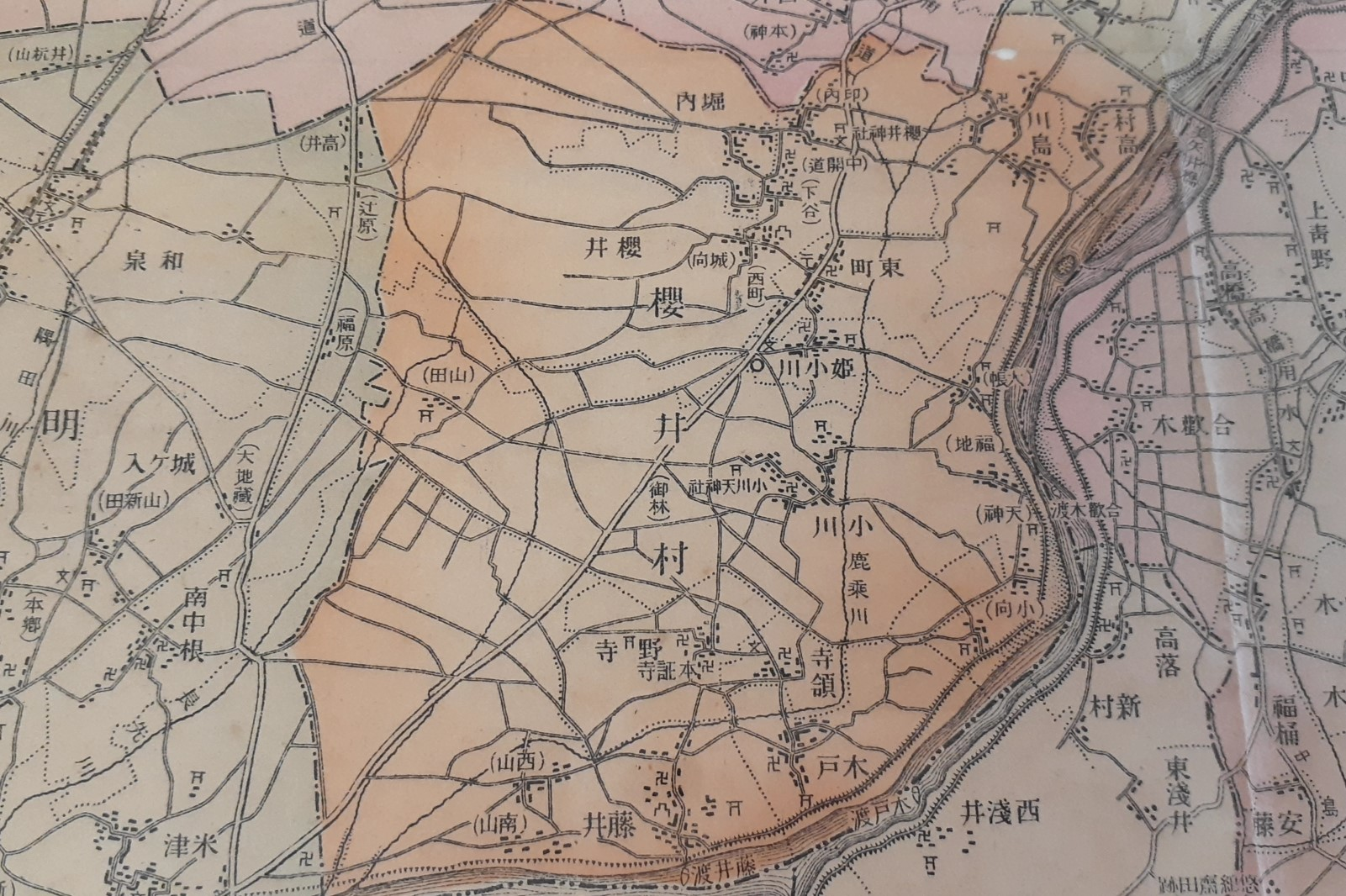
1917年の桜井村

桜井町（さくらいちょう）は、かつて愛知県碧海郡にあった町である。
現在の安城市南東部に該当する。

## 沿革
- 江戸時代末期、この地域は西端藩領、岡崎藩領、棚倉藩領、旗本領などであった。
- 1878年（明治11年） - 桜井村が桜井村と東町村に分離する。
- 1889年（明治22年）10月1日 - 桜井村、東町村、姫小川村、堀内村が合併し、碧海郡桜井村が発足。
- 1906年（明治39年）5月1日 - 桜井村、藤野村、小川村、三ツ川村が合併し、再び桜井村が発足。
- 1956年（昭和35年）6月5日 - 桜井村が町制施行し、桜井町が発足。
- 1967年（昭和42年）4月1日 - 安城市に編入される。

## 町名の由来
「サクラ」は狭間、「イ」は上の方という意味があり、谷あいの小高い丘を意味するとされている。
平安時代の書物である『和名類聚抄』には桜井郷の名前が見える。

## 教育

### 小学校
- 桜井町立桜井小学校[2]

### 中学校
- 桜井町立桜井中学校

### 短期大学
- 安城学園女子短期大学[3]

## 交通
- 名古屋鉄道西尾線
  - 碧海堀内駅・碧海桜井駅

※ 安城市編入後の2008年6月29日、旧・桜井町域に南桜井駅が開業。

## 娯楽
- 桜井映画劇場 - 映画館[4]。

## 名所・旧跡・観光スポット
- 桜井神社 - 旧社格は県社。三河国式内社比蘇神社の論社。
- 桜井靖霊神社
- 本證寺 - 国指定史跡。
- 桜井古墳群
  - 二子古墳 - 国指定史跡。愛知県最大の前方後方墳。
  - 姫小川古墳 - 国指定史跡。矢作川流域最古の前方後方墳。
  - 塚越古墳
  - 獅子塚古墳
- 桜林遺跡
- 桜井城址

## 出身者
- 杉浦正行 - 政治家。安城市長[5]。
- 寺部だい - 教育者。